# Stazione di Buttafava
Stazione di Buttafava vasútállomás Olaszországban, Lombardia régióban, Arcore településen.

## Vasútvonalak
Az állomást az alábbi vasútvonalak érintik:
- Monza–Molteno–Lecco-vasútvonal

## Kapcsolódó állomások
A vasútállomáshoz az alábbi állomások vannak a legközelebb:
- Stazione di Villasanta Parco
- Stazione di Biassono-Lesmo Parco